# Контіх
51°08′04″ пн. ш. 4°26′44″ сх. д. / 51.134444444444° пн. ш. 4.4455555555556° сх. д.
Контіч (нід. вимова: [ˈkɔntɪx], старий варіант: Contich) — муніципалітет у бельгійській провінції Антверпен. До складу муніципалітету входять міста Контіч і Ваарлос. У 2021 році загальна кількість населення Контіча становила 21 260 осіб. Загальна площа 23,67 км³. 
Kontich складається з трьох частин: Kontich Centrum, Waarloos і Kontich Kazerne. Kontich Kazerne має великий промисловий центр і залізничну станцію на лінії між Антверпеном і Мехеленом. Проте казарми (голландською kazerne), які дали назву поселенню, закрили.
Центральна частина Kontich має центр міста.
Через Kontich проходить шосе E19 між Антверпеном і Брюсселем.
«Контич» походить від латинського слова condacum, що означає злиття двох потоків.

## Відомі жителі
- Марта де Піллесін, співачка (нар. 1996)
- Тімо Декамп, актор (нар. 1976)
- Мартінус Дом, перший абат траппістського абатства Вестмалле (1791-1873)
- Бенедикт Ніфс, абат Хеміксема (1741-1790)
- Мац Селс, футболіст (нар. 1992)
- Альберт Тіс, художник (1894-1976)
- Ясмін, співачка (1972-2009)
- Барт де Вевер, політик (нар. 1970)